# Политическая система Эстонии
Политической системой Эстонии является каркас парламентской республики с представительной демократией, в которой Премьер-министр Эстонии является главой правительства, и многопартийной системы. Полномочиями законодательной власти наделён парламент. Исполнительная власть осуществляется Правительством, которое возглавляется Премьер-министром Эстонии. Судебная власть независима от исполнительной и законодательной. Эстонская государственная служба относительно молода. Более 50 % государственных служащих в возрасте до 40 лет и треть — до 30 лет. 42 % государственных служащих — мужчины и 58 % — женщины. Около половины государственных служащих имеют высшее образование. 26 января 2021 года Кая Каллас стала первой женщиной премьер-министром Эстонии. Примечательно, что из 14 министров в правительстве Каллас половина - 7 женщин министров, что является рекордом для страны, а также президентом Эстонии до 10 октября 2021 года являлась женщина Керсти Кальюлайд.
В Эстонии наблюдается относительно небольшое число бюрократов, 18 998 в центральном правительстве и 4 500 в муниципальных учреждениях. Институты центрального правительства включают: 11 Министерств (2 593 служащих), 33 Административных агентства и Инспекций (14 790 служащих), 6 Конституционных Институтов (805 служащих), 15 Уездных правительств (810 служащих) и другие организации (Национальные архивы, Прокуратура и т. д.).

## История
Эстонская декларация независимости была издана в 1918 году. Парламентская республика была сформирована Избирательным собранием Эстонии, а первая Конституция Эстонии была принята 15 июня 1920 года. Парламент Рийгикогу (Государственное собрание) выбрал Государственного старейшину, который действовал и как Глава правительства, и как Глава государства. Во время Периода молчания политические партии были запрещены, и парламент не собирался между 1934 и 1938 годами так как страна управлялась декретом Константина Пятса, который был избран первым Президентом Эстонии в 1938 году. В 1938 году была принята новая конституция, и Рийгикогу был созван заново, в этот раз двумя палатами, включающими Рийгиволикогу (верхняя палата) и Рийгинёукогу (нижняя палата). В 1940 году Эстония была оккупирована Советским Союзом. Годом позже Эстония была оккупирована — нацистской Германией. В сентябре 1944 года, после того, как немецкие войска покинули Эстонию, была восстановлена досоветская власть после того как Отто Тииф сформировал новое правительство в соответствии с конституцией 1938 года. Правительство Тиифа работало всего 5 дней, после чего Эстония была снова включена в состав Советского Союза. В 1991 году Республика Эстонии была восстановлена на основе преемствования конституции 1938 года, с общественным утверждением новой конституции в 1992 году.
Постоянное правительство Эстонии, следуя принципам разделения силы и населения избирает 101 члена Рийгикогу каждые четыре года. Только граждане Эстонии могут принимать участие в парламентских выборах. Эстония использует систему голосования, основанную на пропорциональном избирательной системе. Партия должна преодолеть государственный порог в 5 % от числа всех голосов для того, чтобы получить места в парламенте. Парламент выбирает председателя, который может председательствовать в течение двух сроков по пять лет. Как правило, председатель просит лидера партии, набравшей наибольшее количество голосов, сформировать новое правительство, которое затем должно получить поддержку Рийгикогу. Парламент также назначает председателя Государственного банка Эстонии, Главнокомандующего Эстонии, начальника Главного контрольно-финансового управления Эстонии, канцлера юстиции Эстонии и Председателя Высшего суда Эстонии, всех после одобрения Президента.
Вскоре после восстановления независимости существовало множество партий для представительства населения всего в 1.3 миллиона человек; в настоящее время в парламенте состоят 6 основных партий. Местное самоуправление во многом развивалось в том же направлении. Не все постоянные жители в возрасте от 18 лет могут принимать участие в местных выборах — значительную долю населения составляют так называемые «неграждане» — лица, проживавшие на территории Эстонской ССР на момент провозглашения независимости, которым новое правительство отказало в праве гражданства. Эстония не имеет государственной церкви, свобода вероисповедания гарантирована конституцией.
28 июня 1992 года эстонские избиратели поддержали предложенную конституцию и исполнительный акт, которые установили парламентское правительство с президентом во главе государства и с правительством во главе с премьер-министром.
Рийгикогу, однопалатный законодательный орган, высший орган государственной власти. Он предлагает и утверждает законопроекты, при поддержке премьер-министра. Премьер-министр имеет полный контроль над всем кабинетом. Парламентские и президентские выборы проводились 20 сентября 1992 года. Около 68 % из 637 000 зарегистрированных избирателей страны проголосовали по бюллетеням. Леннарт-Георг Мери - выдающийся писатель и формальный Министр иностранных дел выиграл эти выборы и стал президентом. Он выбрал 32-летнего историка и основателя Партии христианских демократов Марта Лаара в качестве премьер-министра.
В феврале 1992 года и январе 1995 года, Рийгикогу обновил эстонский закон о гражданстве 1938 года, который также даёт одинаковую гражданскую защиту для проживающих в стране иностранцев.
В 1996 году Эстония ратифицировала соглашение о границе с Латвией и завершила работу над техническим соглашением о границе с Россией. Президент Мери был переизбран на свободных и честных выборах в августе и сентябре 1996 года. Во время парламентских выборов 1999 года, места в Рийгикогу разделились следующим образом: Центристская партия получила 28, Союз отечества 18, Партия реформ 18, Народная партия умеренных (избирательный союз меду Умеренными и Народной партией) 17, Коалиционная партия 7, Народная партия страны (теперь Народный союз) 7, избирательный союз Объединённых народных партий 6 мест. Союз отечества, Партия реформ и Умеренные сформировали правительство с Мартом Лааром в качестве премьер-министра в то время как Центристская партия с Коалиционной партией, Народным союзом, Народной объединённой партией и членами парламента, которые не были членами фракций, сформировали оппозицию в Рийгикогу.
Умеренные объединились с Народной партией 27 ноября 1999 года, образовав Народную партию Умеренных.
В следующем 2001 году Арнольд Рюйтель стал Президентом Эстонской республики. В январе 2002 года Премьер-министр Лаар ушел в отставку, и Президент Рюйтель назначил на его место Сийма Калласа. 28 января 2002 года новое правительство было сформировано из объединения с Партией реформ и Центристской партия.
В результате следующих парламентских выборов в 2003 году места распределились следующим образом: центристы 28, Res Publica 28, Партия реформ 19, Народный союз 13, Союз отечества 7 и Умеренные 6 мест. Объединённая народная партия не смогла набрать 5 % порог. Res Publica, Партия реформ и Народный союз сформировали правительство. Из этой коалиции Президент Рюйтель выбрал лидера партии Res Publica, Юхана Партса, для созыва правительства.
14 сентября 2003 года граждане Эстонии были созваны на референдум для того, чтобы узнать, хотят ли они присоединения Эстонии к Европейскому союзу. 64 % электората сделали референдум состоявшимся с 66,83 % проголосовавших "за" и 33,17 % — "против". Присоединение к ЕС произошло 1 мая следующего года.
В феврале 2004 года Народная партия умеренных была переименована в Социал-демократическую партию Эстонии.
24 марта премьер-министр Юхан Партс объявил о своей отставке, отдав голос недоверия на голосовании в Рийгикогу против Министра юстиции Кена-Марти Вахера, которое состоялось 21 марта. Результат: 54.0 % (социал-демократы, социал-либералы, Народный союз, Союз отечества и Партия реформ) единогласно. 32.0 % (Res Publica и Центристская партия) не приняли участия в голосовании.
4 апреля 2005 года, президент Рюйтель предложил кандидатуру лидера Партии реформ Андруса Ансипа на должность премьер-министра  designate by и приказал созвать новое правительство, восьмое за 12 лет. Ансип сформировал правительство из коалиции своей Партии реформ с Народным союзом и Центристской партией. Подтверждение Рийгикогу, которое по закону должно было утвердить его кандидатуру в течение 14 дней, пришло 12 апреля 2005 года. Ансип был поддержан 53 из 101 члена эстонского парламента. Сорок депутатов проголосовали против его кандидатуры.
Главный мнение в эстонских СМИ едино в том, что новый кабинет по уровню компетенции намного выше предыдущего. Новое правительство неофициально называется «Чесночная коалиция», потому что соглашение между партийными лидерами было достигнуто в таллинском ресторане «Balthasar», который специализируется на блюдах из чеснока.
18 мая 2005 года Эстония подписала соглашение о границе с Российской Федерацией в Москве. Соглашение было ратифицировано Рийгикогу 20 июня 2005 года. Однако, в конце июня российское министерство иностранных дел сообщило, что оно не намеревается стать участником договора о границе и не считает себя связанным положениями, касающимися объекта и цели договора, потому что Рийгикогу присоединил преамбулу к ратификационному акту, которая ссылалась на более ранний документ, в котором упоминалась советская оккупация Республики Эстония во время советского периода. Проблема является неразрешённой и находится в центре европейских обсуждений.
Интернет-выборы уже используются в местных выборах в Эстонии. (см. COM).
4 апреля 2006 года Союз отечества и Res Publica решили сформировать объединённую право-консервативную партию. Объединения двух партий состоялось 4 июня в Пярну. Название объединённой партии Isamaa ja Res Publica Liit (Союз Отечества и Res Publica).
| Партия | Партия                        | Идеология                                     | Центристская партия  | Партия реформ                   | Res Publica | Союз отечества                  | Народный союз | Социал-демократическая партия   | Коалиционная партия |
| ------ | ----------------------------- | --------------------------------------------- | -------------------- | ------------------------------- | ----------- | ------------------------------- | ------------- | ------------------------------- | ------------------- |
|        | Центристская партия           | центрально-левые ('социальные либералы')      | *                    | 2002-2003; 2005—2007            | -           | -                               | 2005—2007     | -                               | 1995                |
|        | Партия Реформ                 | центрально-правые (классические либералы)     | 2002-2003; 2005—2007 | *                               | 2003-2005   | 1992-95; 1999—2002; 2007-       | 2003-         | 1999-2002                       | 1995-1997           |
|        | Res Publica                   | центрально-правые (консерваторы)              | -                    | 2003—2005, 2007-                | *           | -                               | 2003—2005     | -                               | -                   |
|        | Союз отечества                | центрально-правые (националисты-консерваторы) | -                    | 1992—1995, 1999—2002, 2007-     | -           | *                               | -             | 1992—1995, 1999—2002, 2007—2009 | -                   |
|        | Народный союз                 | центрально-левые (аграрии)                    | 1995, 2005—2007      | 1995-1997, 2005—2007            | -           | -                               | *             | -                               | 1995—1999           |
|        | Социал-демократическая партия | центрально-левые ('социал-демократы')         | -                    | 1992—1994, 1999—2002, 2007—2009 | -           | 1992—1994, 1999—2002, 2007—2009 | -             | *                               | -                   |
|        | Коалиционная партия           | центристы (центристы)                         | 1995                 | 1995—1997                       | -           | -                               | 1995—1999     | -                               | *                   |

## Исполнительная власть
| Должность       | Имя        | Партия               | Дата вступления в должность |
| --------------- | ---------- | -------------------- | --------------------------- |
| Президент       | Алар Карис | Независимый кандидат | 11 октября 2021             |
| Премьер-министр | Кая Каллас | Партия Реформ        | 19 июля 2022                |

Президент Эстонии избирается Парламентом (Рийгикогу) на пятилетний срок; если он или она не набирают двух третей голосов после трёх раундов голосования, избирательная комиссия (создана из Парламента и членов местных самоуправлений) избирает президента, выбирая между двумя кандидатами с наибольшим процентом голосов.
Премьер-министр Эстонии (эст.: Eesti Vabariigi Peaminister) — глава правительства Республики Эстония. Премьер-министр избирается президентом и утверждается парламентом. Обычно это лидер наибольшей партии или фракции в парламенте.
Деятельность правительства управляется премьер-министром, который де-факто является политическим главой государства. Он не возглавляет какое-то определённое министерство, но в соответствии с конституцией следит за работой правительства. Важность премьер-министра и его роль в правительстве, а также его отношения с другими министрами обычно зависят от позиции партии, лидером которой является премьер-министр.

## Законодательная власть
В Государственном Совете (Рийгикогу) 101 член, выбираемые на четырёхлетний срок по пропорциональной избирательной системе.
Действующий состав Рийгикогу:
| Партия | Партия                                      | Количество мест |
| ------ | ------------------------------------------- | --------------- |
|        | Партия реформ Эстонии                       | 33              |
|        | Центристская партия Эстонии                 | 26              |
|        | Союз Отечества и Res Publica (IRL)          | 23              |
|        | Социал-демократическая партия Эстонии (SDE) | 19              |

## Судебная власть
Верховный суд является Государственным судом, или Рийгикогу, с 19 судьями, председатель которых назначается парламентом пожизненно по предложению президента.

## Участие в международных организациях
Эстония является членом БМР, СГБМ, СЕ, ЕБРР, ЕЭК ООН, ЕС, ФАО, МАГАТЭ, МБРР, ИКАО, МУС, МККК, МФК, МГО, МОТ, МВФ, ММО, Интерпол, МОК, МОМ (наблюдатель), ISO (корреспондент), МСЭ, МКП, НАТО, ОБСЕ, ООН, ЮНКТАД, ЮНЕСКО, ВПС, ВТО, ЗЕС (партнёр), ВОЗ, ВОИС, ВМО, ВТО.